# Golden Week
A Golden Week (Semana Dourada) é a junção de quatro feriados nacionais no final de abril / início de maio, que ocorre no Japão. Combinada com alguns fins de semana, torna-se uma das datas preferidas das pessoas, o que causa uma grande aglomeração nas cidades. Nessa altura, os comboios/trens, aeroportos e hotéis têm que tomar certas precauções para a acomodação das pessoas. 
Durante a Golden Week, recomenda-se aos turistas que não visitem o Japão, porque a data atrai tantas pessoas que só fica atrás do "Ano Novo" e no verão da "Semana de Obon".

## Feriados que compõem a Golden Week
- 29 de Abril - Showa no hi (Dia da Showa): neste dia comemora-se o aniversário do imperador Showa.
- 3 de Maio - Kenpōkinenbi (Dia da Constituição)
- 4 de Maio - Midori no hi (Dia do Verde)
- 5 de Maio - Kodomo no hi (Dia das Crianças) ou, como também é chamado, Tango no Sekku (Dia dos Meninos).

Exemplos dos eventos que atraem bastante gente nesta época são o Festival de Flores do castelo de Hirosaki e o Festival de Flores de Hiroshima.